# De väpnade styrkornas högsta råd
De väpnade styrkornas högsta råd syftar på det egyptiska militärråd som efter revolutionen i Egypten styrde Egypten från februari 2011 till juni 2012. Rådet är i formell mening inte något organ som träffas regelbundet utan rådet har genom historien sammankallats i samband med krig. 
Rådet består av 21 högt uppsatta militärer i Egypten och leds för närvarande av fältmarskalken och försvarsministern Abd al-Fattah al-Sisi. Tidigare leddes rådet av Mohamed Hussein Tantawi fram till 2012.
I samband med den tidigare presidenten Hosni Mubaraks avgång lämnades styret över till rådet. Rådet har upplöst parlamentet och den egyptiska konstitutionen och har meddelat att val kommer att hållas innan året är slut. Vidare har rådet meddelat att internationella avtal kommer att respekteras, främst åsyftas fredsavtalet med Israel. Den 30 juni 2012 lämnade rådet över makten till den nyvalde islamistiske presidenten Muhammad Mursi.
Rådet avsatte president Muhammad Mursi den 3 juli 2013 efter att protester mot Morsis regim intensifierats. Den 4 juli 2013 valde rådet att tillsätta Adli Mansour som tillförordnad president samt Mohamed ElBaradei som tillförordnad premiärminister. Dessa två personer ska tillsammans med rådet leda landet fram till nya president- och parlamentsval.